# Sinfonía n.º 2 (Schubert)

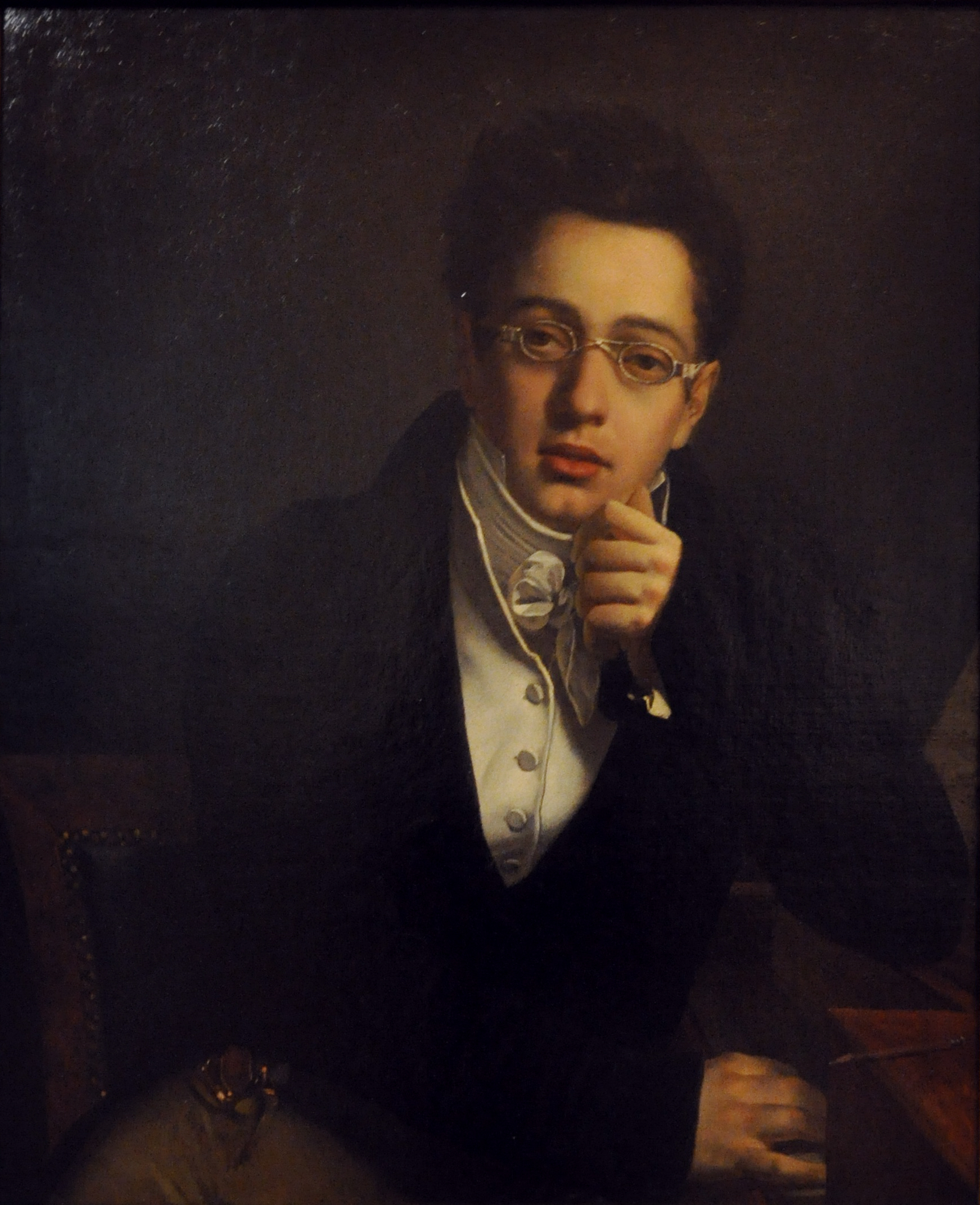
Schubert hacia 1814, retratado por Josef Abel.

La Sinfonía n.º 2 en si bemol mayor, D. 125 fue compuesta por Franz Schubert entre 1814 y 1815.

## Historia

### Composición
La composición de esta obra se desarrolló desde el 10 de diciembre de 1814 hasta marzo de 1815, cuando el compositor tenía 17 años de edad. La dedicatoria es para Innocenz Lang, director de orquesta del Stadtkonvikt de Viena. Este era un colegio municipal fundado en 1803 por el emperador Francisco I y reservado únicamente a los cantantes de la corte, que Schubert había visitado entre 1808 y 1813.

### Estreno y publicación
El estreno de la obra se celebró el 20 de octubre de 1877, medio siglo después de la muerte del compositor, en el Crystal Palace de Londres bajo la dirección de Alfred Manns. Esta fue la primera interpretación pública completa conocida. No se sabe si la sinfonía fue estrenada por la orquesta del Stadtkonvikt; la existencia de las partes orquestales sugiere que sí, pero el hecho de que contengan errores habla de lo contrario. Antes de este estreno, hubo una interpretación anterior que tuvo lugar el 2 de diciembre de 1860 en el Musikverein de Viena pero en ella solamente se tocó el segundo movimiento.
La primera publicación de esta obra no llegó hasta 1884 como parte de la Alten Gesamtausgabe (Edición Completa Antigua) de todas las sinfonías de Schubert editada por Johannes Brahms por la editorial Breitkopf & Härtel. Al igual que el resto de las sinfonías de Schubert anteriores a 1820, no fue publicada hasta finales del siglo XIX.

## Instrumentación
La partitura está escrita para una orquesta formada por:
- Viento madera: 2 flautas, 2 oboes, 2 clarinetes, 2 fagotes.
- Viento metal: 2 trompas, 2 trompetas.
- Percusión: timbales.
- Cuerda: una sección de cuerdas con violines I y II, violas, violonchelos y contrabajos.

## Estructura y análisis
La sinfonía consta de cuatro movimientos:
- I. Largo 4
4 – Allegro vivace, en si bemol mayor 2
2
- II. Andante, en mi bemol mayor 4
4
- III. Menuetto. Allegro vivace, en do menor 3
4
- IV. Presto, en si bemol mayor 2
4

La interpretación de esta obra dura aproximadamente entre 30 y 35 minutos. Aunque no se trata de una obra maestra a la altura de las sinfonías de Beethoven a las que emula, es sin embargo un esfuerzo bastante notable. Dividida en cuatro movimientos, ya es decididamente más grandiosa en escala y perspectiva que su Sinfonía n.º 1.

### I.Largo – Allegro vivace
El primer movimiento, Largo – Allegro vivace, está escrito en la tonalidad de si bemol mayor, en compás de 4/4 que luego pasa a ser alla breve. La estructura responde a la forma sonata. Se abre con una breve y soleada introducción, marcada Largo. Le sigue el vigoroso tema principal, Allegro vivace, con las cuerdas correteando. El tema inicial se basa en el correspondiente primer tema de la obertura Las criaturas de prometeo de Ludwig van Beethoven. La música es efervescente y rebosa energía en su trayectoria ascendente y su aparente vuelo hacia el cielo, pero pronto se presenta una melodía juguetona y comparativamente serena que ofrece un brillante contraste. Los dos temas se desarrollan de manera imaginativa y tras una repetición llega la conclusión con el mismo carácter soleado y enérgico que predominó a lo largo de toda la obra.

### II.Andante
El segundo movimiento, Andante, está en mi bemol mayor y en compás de 4/4. Es un tema con variaciones que se estructura de la siguiente manera:
- Tema: la melodía de origen es bastante sencilla y grácil, interpretada en primer lugar por las cuerdas. Aunque hay algunas modificaciones en la melodía, las variaciones se centran principalmente en la instrumentación y el color del tono. Los vientos tienen mucho que decir en las variaciones que siguen y, salvo una potente variante a mitad de camino, el ambiente permanece sereno y suavemente juguetón.[3]
- Variación I: está protagonizada por los violines y los vientos.
- Variación II: pasa el tema entre las cuerdas graves y las maderas.
- Variación III: vuelve a estar protagonizada por violines y vientos.
- Variación IV: está en do menor y presenta cierta aceleración con el uso de tresillos y semicorcheas.
- Variación V: mantiene las semicorcheas, pero pasan a un segundo plano y la melodía vuelve a su forma original como una especie de recapitulación.
- Coda: cierra el movimiento.

### III.Menuetto. Allegro vivace
El tercer movimiento, Menuetto. Allegro vivace, está en do menor y el compás es 3/4. Sigue una forma ternaria de minueto con trío. El minueto está escrito principalmente para el tutti de la orquesta en fortissimo. Presenta una melodía de danza enérgica y casi brusca en las secciones exteriores. El contrastante trío es una partitura más ligera para vientos, violines y contrabajo en pizzicato. Es ligero y juguetón en mi bemol mayor en el centro.

### IV.Presto
El cuarto y último movimiento, Presto, retoma la tonalidad inicial y el compás es 2/4. El Finale es un rápido galop que mantiene el ambiente generalmente ligero y enérgico de los movimientos primero y tercero, con un tema principal rítmico y alegre y un tema alternativo despreocupado y algo juguetón, que sólo ofrece un leve contraste.